# 36 아탈란테

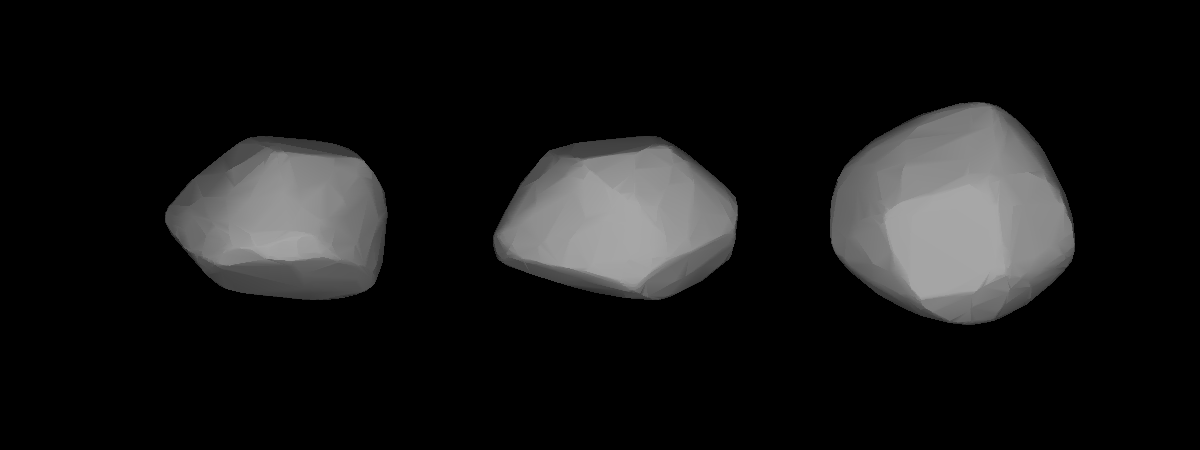

36 아탈란테 (영어: 36 Atalante)는 소행성대 중간에 위치한 소행성이다. 이 소행성은 1855년 10월 5일에 파리에서 독일-프랑스 천문학자인 헤르만 골드슈미트가 발견했고, 프랑스 수학자 위르뱅 르베리에가 그리스 신화의 여자 사냥꾼 아탈란테의 이름을 따서 명명했다. (아탈란테는 프랑스어와 독일어 형태로 영어의 'Atalanta'와 거의 같은 발음이다.) 19세기에 영어 자료에서는 'Atalanta'로 표기되었다.  이 소행성은 톨른 분류법에 따르면 C형 (탄소질)으로 분류된다.
소행성 광도 곡선을 관찰한 결과 9.93 ± 0.01시간 주기로 회전하는 것으로 나타났다. 이 간격 동안 크기는 진폭 0.12 ± 0.02만큼 변한다.  여러 광도 곡선의 결과를 결합하면 물체의 대략적인 타원형 모양을 추정할 수 있다. 다른 두 축에 비해 한 축을 따라 약 28.2% 더 길어 약간 길쭉해 보인다. 36 아탈란테는 2010년 10월 아레시보 천문대의 레이저에 의해 관찰되었다.